# Hippetsweiler
Hippetsweiler ist ein Teilort der Gemeinde Wald im Landkreis Sigmaringen in Baden-Württemberg, Deutschland.

## Geographie

### Geographische Lage
Das Dorf Hippetsweiler liegt etwa fünf Kilometer nordwestlich von Pfullendorf am oberen Kehlbach.

### Ausdehnung des Gebiets
Die Gesamtfläche der Gemarkung Hippetsweiler beträgt 348,73 Hektar (Stand: 31. Dez. 2014).

## Geschichte
Erstmals genannt wurde Hippetsweiler im Jahre 1209 in einem Güterverzeichnis des Klosters Weißenau. Die erste Erwähnung erfuhr das Dorf, als der Stauferkönig Philipp von Schwaben die Vogteien Hippetsweiler und Wald an die Brüder von Fronhofen verkaufte. Dieser undatierte Verkauf muss spätestens im Jahre 1208 stattgefunden haben, dem Todesjahr des Königs.
Bei Hippetsweiler dürfte es sich um eine Ausbausiedlung des 8. und 9. nachchristlichen Jahrhunderts handeln. Die Ortsnamensendung -weiler gibt Aufschluss darüber, dass Hippetsweiler siedlungsgeschichtlich in einer Spätphase gegründet wurde. Die damalige Bevölkerung ließ sich vornehmlich in siedlungsgeographisch günstigen Bereichen nieder. Die Böden bei Hippetsweiler sind eher von schlechter Qualität und für die einstige Landwirtschaft wenig ertragreich.
Der Ort lag ursprünglich im Bereich der Goldineshuntare, dann im Gau Ratoldesbuch und später in der Grafschaft Sigmaringen. Im Spätmittelalter 1367 verkaufte Graf Eberhard von Nellenburg die über dem Ort liegende Vogtei als Lehen des Klosters Einsiedeln an Berthold Gremlich, Herr zu Zell. Von der Familie Gremlich ging die Vogtei 1419 kaufweise an die Stadt Pfullendorf und 1453 als Lehen und 1494 als Eigentum an das Kloster Wald über. Die Lehnsherrlichkeit wird vom Kloster Einsiedeln 1470 an die Stadt Ravensburg und von dieser 1494 an das Kloster Wald käuflich abgetreten.
Im 17. Jahrhundert kam es in Hippetsweiler zu einem verheerenden Brandkatastrophe: Ausgelöst durch einen unachtsam abgefeuerten Büchsenschuss fielen elf Häuser, vier Scheunen und Speicher einem Feuer zum Opfer. In einem Brandbrief warb die Äbtissin Margarethe von Werdenstein 1615 um Unterstützung für die Bewohner des abgebrannten Ortes.
1806 fiel das Dorf wie das gesamte Walder Territorium durch die Säkularisation des Klosters aufgrund des Reichsdeputationshauptschlusses an das Fürstentum Hohenzollern-Sigmaringen und 1850 mit diesem als Hohenzollernsche Lande an Preußen. Ab 1806 gehörte Hippetsweiler also zum fürstlichen und 1850 bis 1862 zum preußischen Oberamt Wald, seitdem zum Oberamt bzw. seit 1925 Kreis Sigmaringen.
Am 1. Januar 1971 wurde die selbstständige Gemeinde Hippetsweiler in die Gemeinde Wald eingegliedert.

### Einwohnerentwicklung
| Stand         | Einwohner |
| ------------- | --------- |
| 31. Dez. 2010 | 201       |
| 31. Dez. 2014 | 182       |

## Wappen
In gespaltenem Schild vorne in Schwarz ein doppelreihig rot-silbern geschachter Schrägbalken, hinten in Gold zwei fliegende schwarze Raben übereinander.
Der Zisterzienserbalken bringt die einstige Zugehörigkeit zum Kloster Wald zum Ausdruck. Lehnsherr war bis 1470 das Kloster Einsiedeln, das zwei schwarze Raben im Wappen führt. Sie sind Attribute des Heiligen Meinrad, der an der Stelle des späteren Klosters Einsiedeln ein Einsiedlerleben geführt hat. Nach der Legende haben zwei bisher von Meinrad gefütterte Raben die Mörder des Heiligen verfolgt und sie verraten.

## Kultur und Sehenswürdigkeiten

### Bauwerke

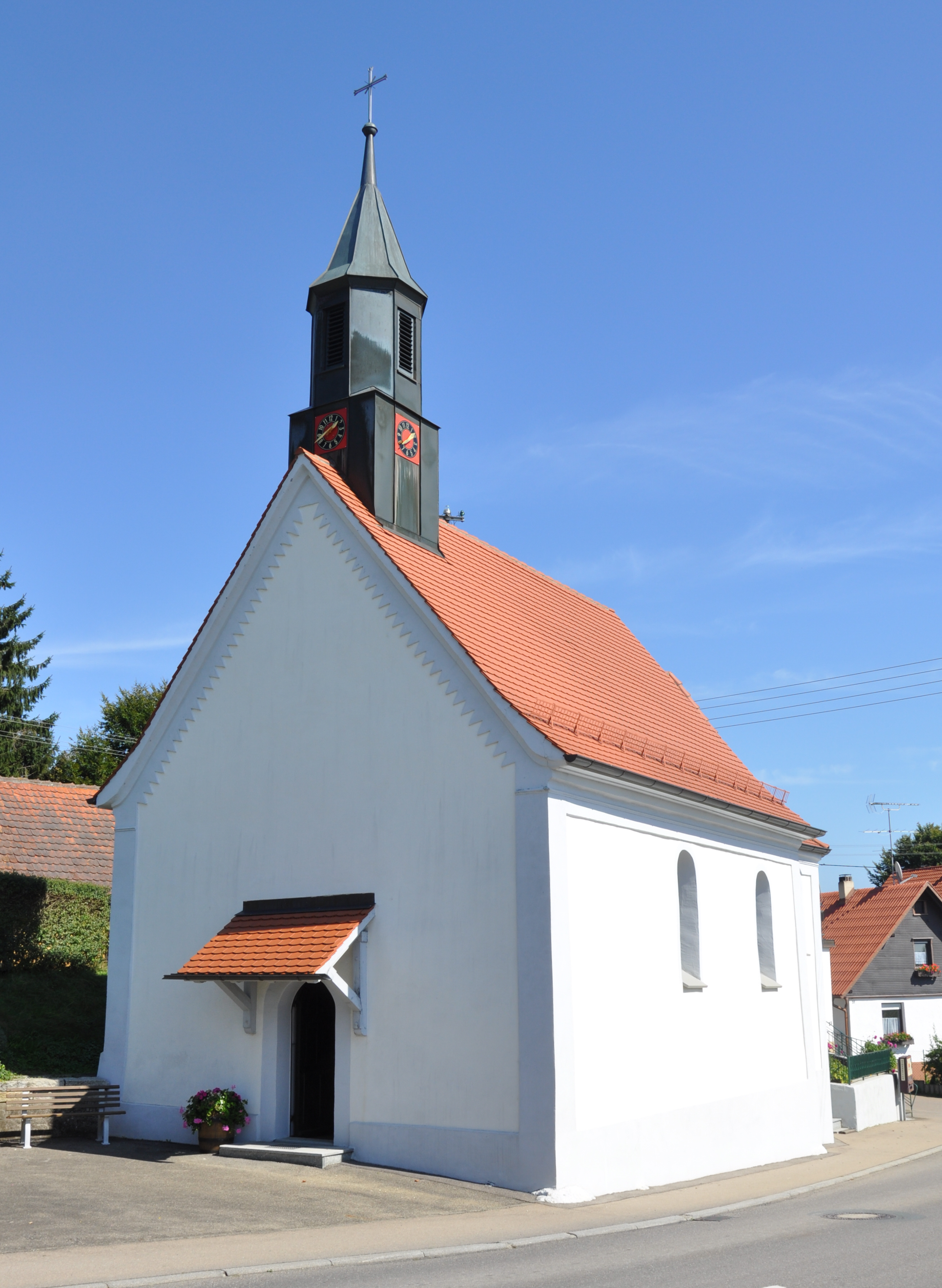
Kapelle Hippetsweiler

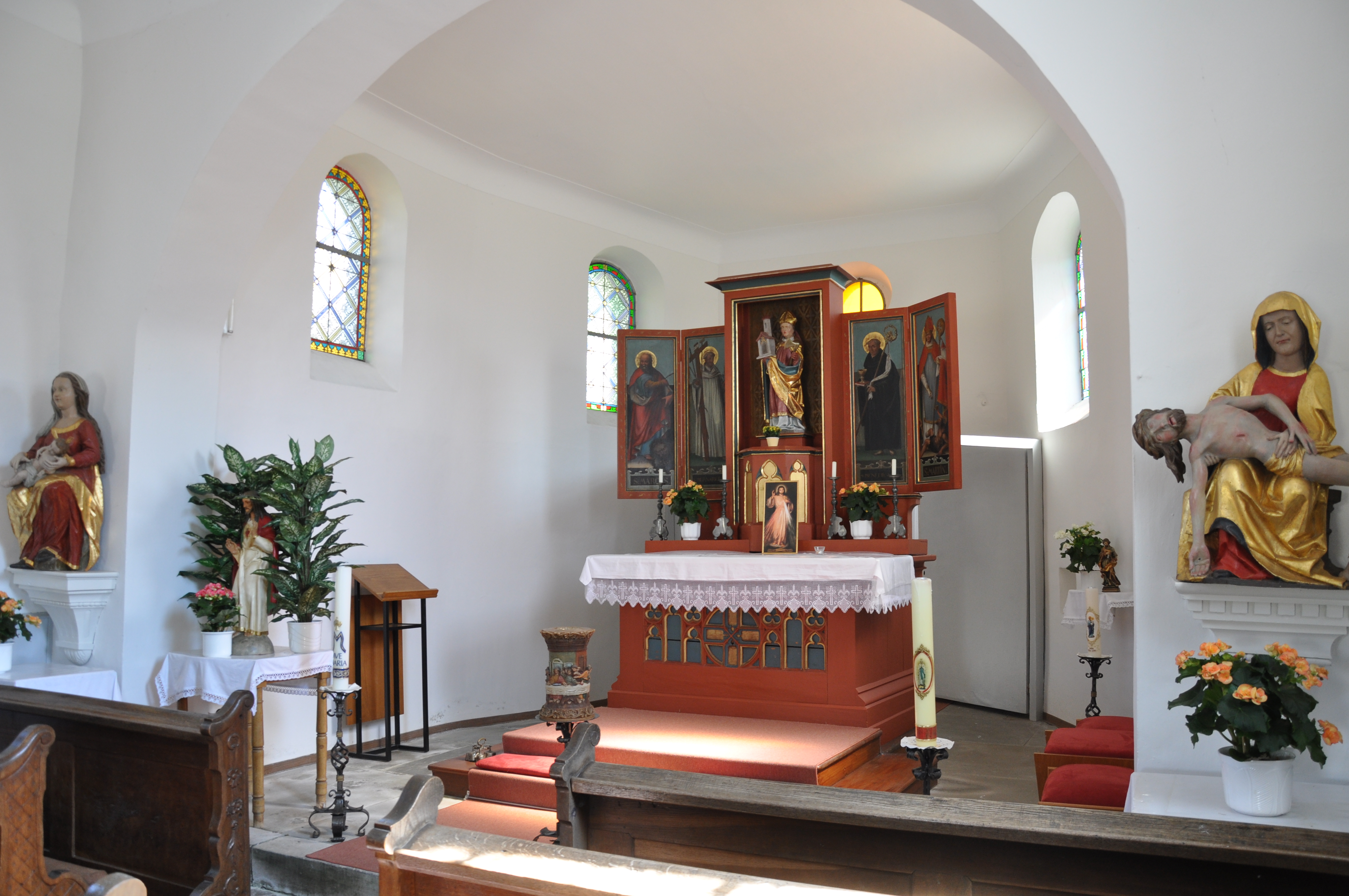
Kapelle Hippetsweiler, Innenansicht

- Die Kapelle St. Wolfgang geht in ihrem baulichen Zustand wohl auf eine 1481 erwähnte und in einer Urkunde am 23. Mai 1483 dem Patron Wolfgang geweihte Kapelle zurück. Anzunehmen ist, dass die heutige Kapelle nicht, wie lange geglaubt, aus dem Anfang des 17. Jahrhunderts.[7] stammt, sondern dass der Zeitpunkt für den Bau der Kapelle mit Verkauf Hippetsweilers an das Kloster Wald im Zusammenhang steht. Die 2003 vorgenommene Sichtungen im Dachgebälk mit drei unterschiedlichen Zimmerertechniken lassen jedoch auf ein mindestens 100 Jahre älteres Bauwerk schließen[8], respektive weisen 2005 bei Altersuntersuchung des Gebälks auf den gleichen Zeitraum hin.[9] Zur Kapelle gehörte ein kleines Heiligen- bzw. Mesnergut. Als Oberheiligenpflegerin in Hippetsweiler verlieh die Äbtissin von Wald im 18. Jahrhundert dieses Heiligengut und setzte den Mesner ein. Im Jahr 1818 wurde Hippetsweiler Filial der Pfarrei Wald. Die Kapelle befindet sich derzeit im Besitz der Pfarrgemeinde. 1984 wäre die politische Gemeinde Wald bereit gewesen die Kapelle zu kaufen. Das Angebot wurde jedoch 1986 von kirchlicher Seite abgelehnt. Das Erzbischöfliche Ordinariat Freiburg wandte sich im Juni 2003 an die Gemeinde mit dem Vorschlag, die Kapelle nun doch ins Eigentum der politischen Gemeinde zu übertragen. Bei zwei Enthaltungen wurde das Angebot des Ordinariats jedoch einstimmig abgelehnt.[10] 2005 haben über ein halbes Jahr hinweg Ehrenamtliche die Kapelle grundlegend außen und innen restauriert. Bei den Arbeiten wurden das Fundament trockengelegt und neu betoniert, das Dach abgedeckt, das Dachgebälk saniert, neue Dachrinnen montiert, der Außenputz abgeschlagen und das Zifferblatt vom Türmchen geholt. Neu verlegt wurden der Bühnenboden wie auch der Aufgang zur Empore. Dazu kam ein Farbanstrich, das Gestühl musste eingerichtet werden, Altar und Gebetsraum wurden auf Hochglanz gebracht.[11] Vor fast 30 Jahren wurden das Innere der St.-Wolfgangs-Kapelle bereits einer Innenrenovierung unterzogen. Die seinerzeit ausgeräumten Figuren und Bildnisse wurden der Holzbildhauerwerkstatt der Heimschule Kloster Wald zur Restaurierung übergeben. Unter den Heiligenfiguren waren Wendelin, Sebastian, eine freudenreiche und schmerzhafte Gottesmutter Maria, ein Bildnis Maria Krönung sowie der Kreuzweg und eine weitere barocke Holzskulptur. Diese ging dabei verloren. Die zum Himmel gerichteten Augen, das Fehlen einer Dornenkrone und der goldene Lendenschurz weisen die aus Lindenholz geschnitzte Figur als Auferstehungschristus und nicht als Schmerzensmann aus. Wahrscheinlich wurde die Holzskulptur als einzige aus unbekannten Gründen nur halb fertig restauriert und landete auf dem Dachboden des Walder Pfarrhauses, bis sie rund 13 Jahre später in eine Restaurierungswerkstätte nach Sigmaringen kam. Von dort kam sie Jahre später wieder in das Pfarrhaus von Wald.[12]
- In der ehemaligen Volksschule wurde ein Bürgersaal eingerichtet. Die Volksschule geht schulgeschichtlich auf eine Normalschule nach 1783 zurück.[13]

### Regelmäßige Veranstaltungen
Jährlich wird vom Narrenverein „Rällekopf“ das sogenannte „Lindenfest“, ein Dorffest, veranstaltet. Der Narrenverein Rällekopf wurde im Frühjahr 1936 gegründet. Er ging aus dem damaligen Fahrradverein hervor.